# Tales (Castellón)
Tales es un pueblo y municipio de la Comunidad Valenciana, España. Se encuentra situado en el sur de la provincia de Castellón, en la comarca de la Plana Baja donde se integró la comarca histórica del Bajo Espadán de la que formaba parte. Pertenece a la Mancomunidad Espadà-Millars y alberga su sede. Su población es de 834 habitantes (INE 2024). Predominantemente de habla valenciana. Su término municipal tiene una extensión de 14,53 km², gran parte del mismo está poblado de grandes extensiones de bosque donde las especies predominantes son el pino, el alcornoque, la carrasca y la encina.
Su núcleo urbano se sitúa en la ladera de una pequeña montaña a orillas del río Veo, en el valle que forman las últimas estribaciones del parque natural de la Sierra de Espadán. Sus casas se distribuyen en calles torcidas, empinadas y empedradas, algunas con desigualdad. Las viviendas son más reducidas a medida que nos aproximamos al castillo que ocupa la cúspide de la colina. Tales pertenece al partido judicial de Nules y a la diócesis de Segorbe-Castellón.

## Geografía

### Ubicación
El municipio de Tales está situado en la zona de transición entre las estribaciones de la sierra de Espadán y la llanura de la Plana. Dista 28 km de la capital de la provincia, Castellón de la Plana y 27 km de Burriana, capital de la comarca de la Plana Baja. Se accede al municipio a través de la carretera CV-223 desde Onda o Alcudia de Veo, la CV-205 procedente de Sueras y la CV-201 de Viver a Onda. Estas carreteras permiten la circulación de cualquier tipo de vehículos. El resto de vías son caminos de tierra y asfalto que presentan buen firme.
Su término municipal tiene una superficie de 14,53 km², de las cuales 937 ha están ocupadas por extensiones boscosas y 203 ha por superficies de cultivo. Está representado en la hoja 640 del Mapa Topográfico Nacional.
La geodesia de Tales viene representada en la siguiente tabla, en la que se recoge el único vértice geodésico que delimita su término municipal:
| Punto geodésico | Altitud | Número | Hoja MTN |
| --------------- | ------- | ------ | -------- |
| Espino          | 672,248 | 64 065 | 640      |

### Localidades limítrofes
El término municipal de Tales limita con las siguientes localidades:
| Noroeste: Sueras        | Norte: Fanzara      | Noreste: Onda       |
| Oeste: Sueras           |                     | Este: Artesa (Onda) |
| Suroeste Alcudia de Veo | Sur: Alcudia de Veo | Sureste: Artana     |

### Paisaje y relieve
El paisaje está caracterizado por pequeños valles que se ensanchan a medida que se asoman al cauce del río Veo. Los cultivos de regadío ocupan las fértiles zonas fluviales, mientras que los de secano se alternan con extensas y densas zonas boscosas de pinos, carrascas y alcornoques.
El relieve del municipio presenta importantes desniveles entre las zonas de mayor altura y el núcleo urbano del municipio, situado a 242 m. La altitud media del término municipal es de 300 m. Este relieve tan angosto ha influenciado claramente la manera de conrear los cultivos de los que en la antigüedad subsistían las gentes del pueblo, ya que los pobladores desde el siglo XIII abancalaron el terreno para minimizar la erosión y aprovechar el terreno.
Sus colinas más elevadas son el Coll d'Espí (672 m), el Montí (612 m) de sur a norte por el este de la población, la Penya Negra (529 m) al sur y el Tossal (469 m) en dirección noroeste al norte del río y de la población.

### Geología
El ámbito geológico del término municipal está compuesto por diferentes formaciones. Aunque la mayor parte de ellas provienen del Triásico también existen pequeñas zonas de carniolas y dolomías del Jurásico. Los materiales del Triásico son de tres tipos según su composición y materiales.
- Buntsandstein. Areniscas y alternancia de argilitas con areniscas facies de Röt. Las areniscas del Buntsandstein se conocen coloquialmente en el lugar con el nombre de rodeno.
- Muschelkalk. Dolomías, margas, arcillas y calizas.
- Keuper. Margas y arcillas, con presencia de yesos grises.

La historia geológica de la zona sobreviene a partir de las fase erosiva posthercínica con una sedimentación del Triásico de la facies germánica típica. Posteriormente se produce una transgresión marina con etapas de depósitos lagunares (Keuper). Esta zona geomorfológica pertenece a la hoja número 640 del MAGNA 50 (IGME), de nombre "Segorbe", división 29-25 y huso 30.

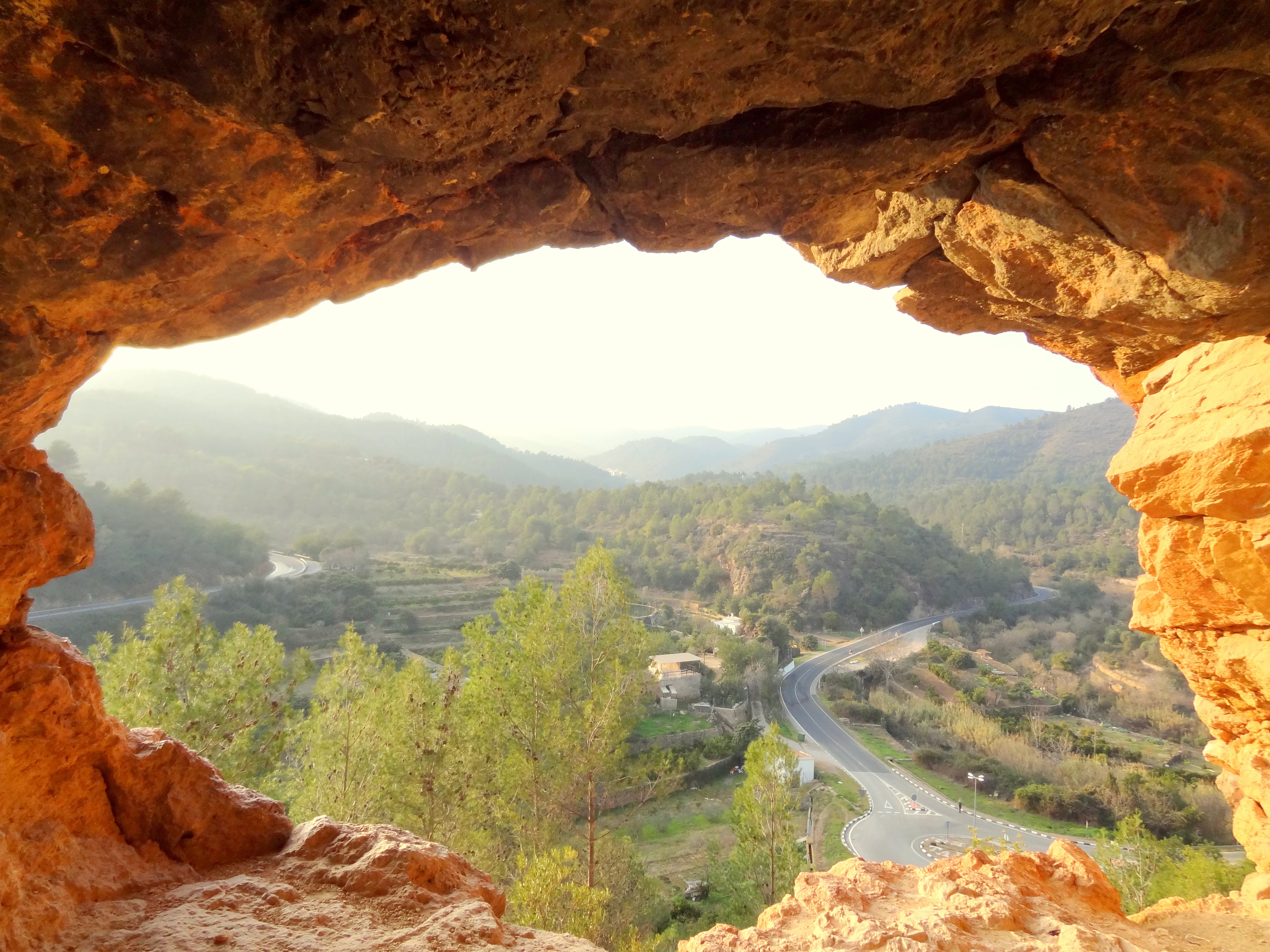
Vistas desde la Cueva del Castell.

En el término municipal de Tales existen numerosas simas y cuevas:
- Cueva de l'Alforí.
- Cueva d'Anacleto.[11]
- Cueva de l'Assut.
- Cueva de les Calaveres.
- Cueva del Campament.
- Cueva del Castell.
- Cueva de les Coles.
- Cueva del Molí.
- Cueva del Montí.
- Sima del Barranc d'Aín.
- Sima de la Pista.
- Sima del Coll d'Espí.

También son de gran interés las cavidades situadas en el límite con el término municipal de Alcudia de Veo:
- Cueva de l'Eulogio, la Gronsa o de l'Alt.[12]
- Sima de la Mossa o de l'Alt.[13][14][15]

### Hidrografía
El municipio de Tales posee sistemas fluviales de orden secundario que se sitúa dentro del sistema hidrológico nº56 del Plan Nacional de Investigación de Aguas Subterráneas y corresponde localmente al subsistema acuífero denominado "Sierra de Espadán". La convergencia de las aguas, tanto superficial como subterránea, es de dirección NE, hacia el subsistema acuífero de la "Plana de Castellón". Estos cauces permanecen en estiaje durante todo el año excepto en periodo de precipitaciones. Su término municipal se encuentra atravesado por los siguientes ríos y barrancos:
- Río Veo.
- Barranco de Xiclà o del Pantà.
- Barranco de la Pedrera.
- Barranco d'Aín o de l'Ullastre.
- Barranco del Fusero.
- Barranco de les Clotxes.
- Barranco d'Isidor.
- Barranco de la Gerra.
- Barranco Fondo.
- Barranco de Castro o Cavallera.

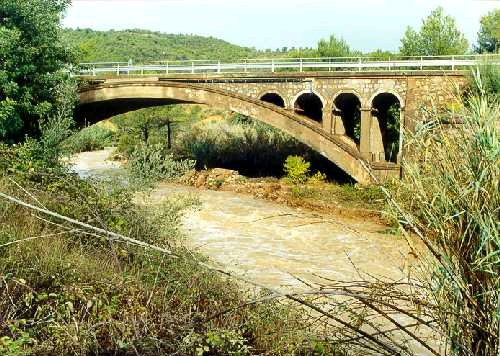
Río Veo durante una crecida.

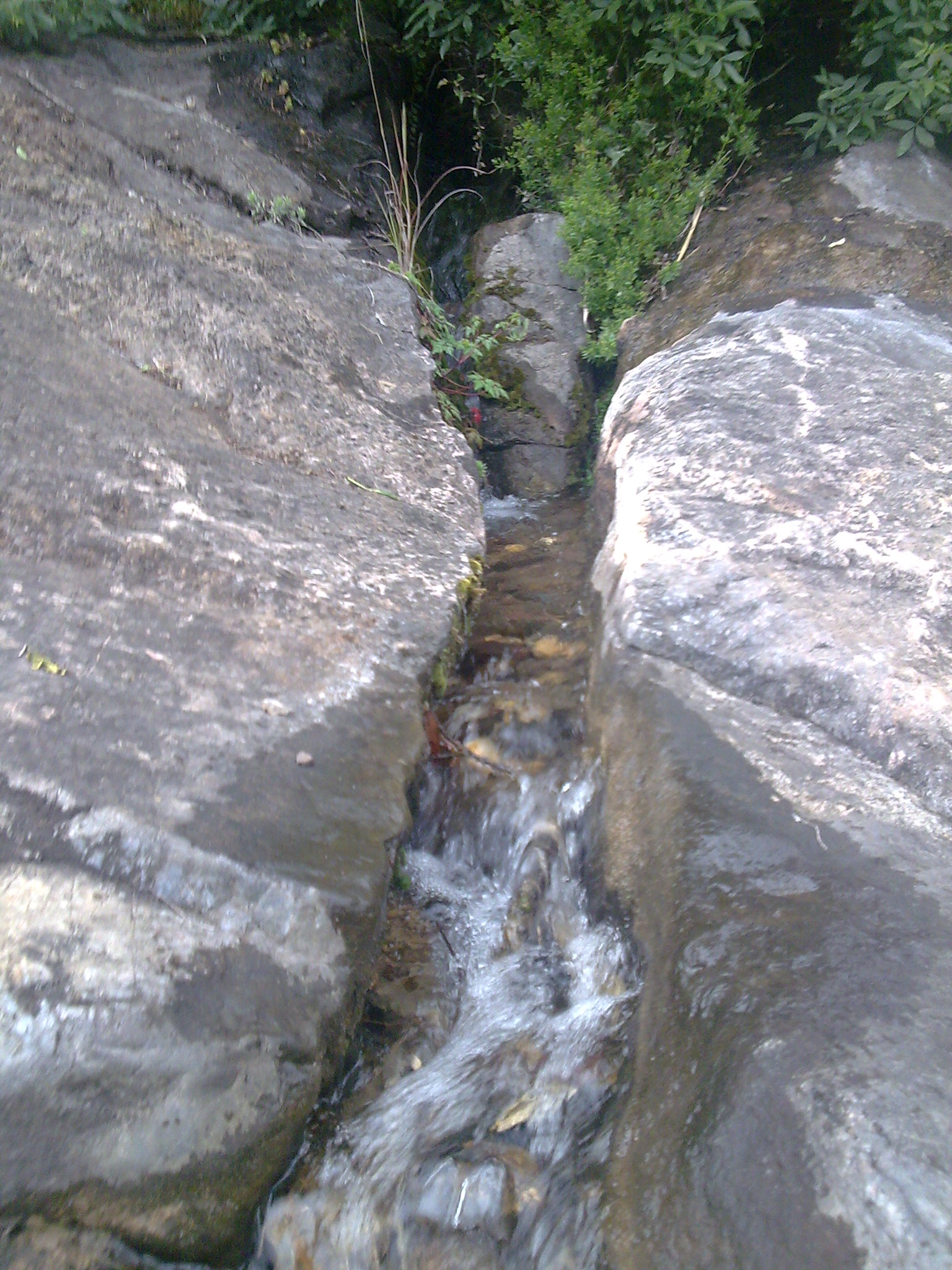
Fuente de la Pixera.

También son muy conocidas sus numerosas fuentes naturales por la calidad de sus aguas, entre las que se encuentran las siguientes:
- Fuente de Montí.
- Fuente del Pardalet.
- Fuente de l'Assut.
- Fuente de Xiclà.
- Fuente de la Pixera.
- Fuente del Gos.
- Fuente del Bou.
- Fuente de la Rata.
- Fuente de la Perera.
- Fuente del Canyar

### Climatología
Tales disfruta de un clima mediterráneo temperado muy sano. Durante la mayor parte del año las temperaturas medias con valores muy suaves que permiten disfrutar de los ecosistemas que configuran término municipal. Las temperaturas medias oscilan entre los 8 °C del mes de enero y los 24 °C de agosto. 
Solo suelen haber días fríos durante la temporada invernal, aunque de todos modos no suelen ser muy numerosos. 

Las precipitaciones se producen con gran irregularidad, estableciéndose fuertes contrastes entre años de abundancia y otros de pronunciada sequía. La estación de lluvias más abundantes suele ser el otoño, la principal característica de esta es la torrencialidad de las precipitaciones que provoca fuertes avenidas de agua en los torrentes y barrancos. La media anual de precipitaciones se sitúa en 649 mm. De todos modos, e igual que se ha comentado anteriormente respecto a las temperaturas, los días de lluvias anuales no son muy numerosos, lo que no impide disfrutar de los atractivos turísticos de la localidad.

## Entorno natural

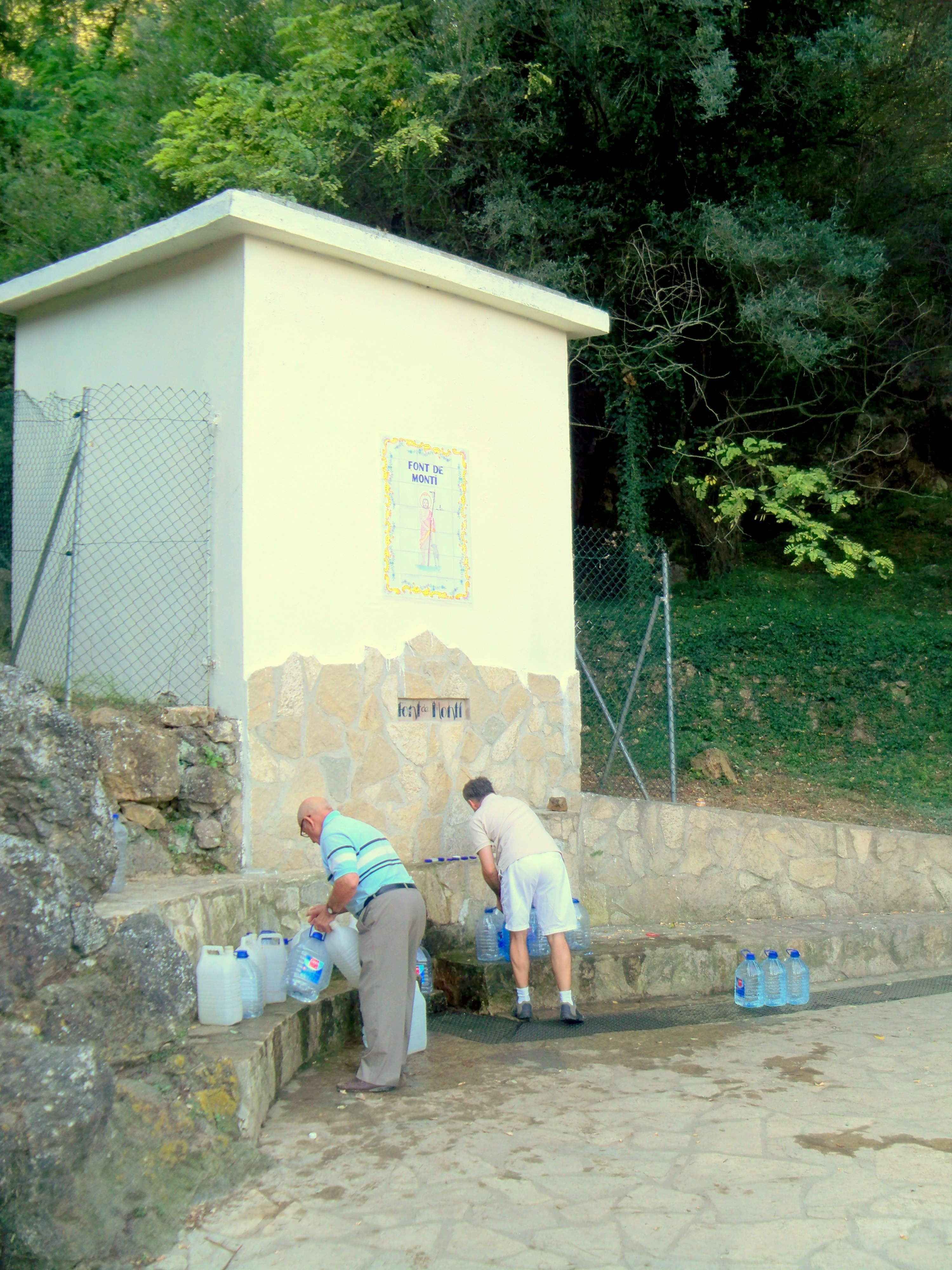
Fuente de Montí.

En el término municipal de Tales y sus inmediaciones existen zonas de alto valor ecológico y paisajístico, éstas son algunas de las más representativas.
- Paraje del Montí. A la orilla del río Veo entre Onda y Tales se alza el Montí (612 m), ésta es la montaña más representativa del pueblo, desde su cima se divisan unas excelentes vistas y es palpable la majestuosidad de la sierra de Espadán. Está cubierta por una densa masa forestal por la que discurren diferentes rutas señalizadas para practicar el senderismo. Sus bosques de pino rodeno y alcornoque albergan una gran variedad de flora y fauna mediterránea. En sus barrancos y torrentes nacen pequeños manantiales que crean ambientes húmedos de gran belleza.
- Peñas de l'Alt. Es un conjunto de peñas y cerros muy escarpados situados en el límite con el término de Alcudia de Veo. Casi todos superan los 600 m de altitud, entre ellos, el más alto es el Coll d'Espí (672 m). Desde el punto de vista geológico estas peñas forman parte de un conjunto de calizas formando un paisaje kárstico, hecho que justifica la presencia de numerosas cuevas y simas algunas de ellas de gran envergadura como la sima de la Gronsa o l'Eulogio y la cueva de l'Alt. Se puede acceder a las peñas y cavidades a través de diferentes sendas que parten de pistas forestales cercanas al núcleo urbano.

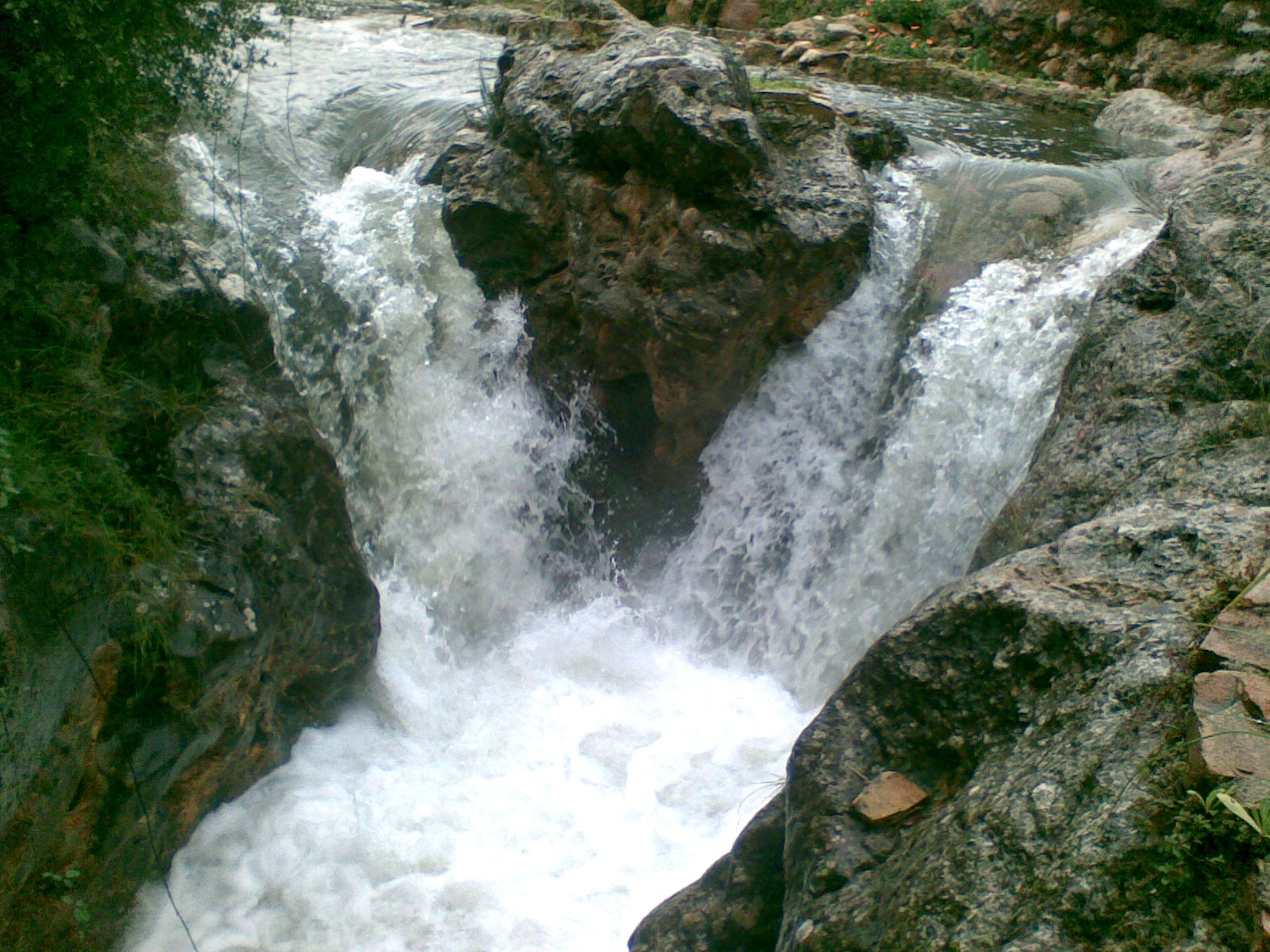
L'Engolidor, en el paraje del Campament.

- El Campament. Se denomina así al paraje ubicado en el último tramo del río Veo antes de unirse con el barranco de Castro para dar lugar al río Seco. El enclave, encajado en el valle del río entre la partida del "Clot" y de "Entre-rius" forma un paisaje de roca caliza excavada por el agua dando lugar a formas serpenteantes y pequeño saltos de agua o cascadas. El más famoso de todos es "l'Engolidor" de aproximadamente 2 m de altura. En la actualidad en el lugar se ha introducido vegetación ornamental por lo que a menudo ese puede disfrutar de bellas flores y plantas aromáticas. El río transcurre con normalidad por el paraje a partir de una pequeña azud bajo la cual reposa el agua en una balsa natural donde en verano los bañistas acuden a refrescarse, río abajo el agua siempre cristalina se pierde entre los saltos y grietas de las rocas. En las inmediaciones del lugar existe también una abrigo muy grande y poco profundo donde se practica la escalada conocido como la cueva del Campament.
- Fuente de Montí. Es una de las más apreciadas de la provincia, hecho que se demuestra con la gran cantidad de agüistas que la visitan a diario. Está enclavada en un valle en la vertiente norte de las peñas de l’Alt a unos 400 m de altitud. Desde la fuente y la pista forestal de acceso se puede disfrutar de un paisaje excepcional.
- Fuente de la Perera. Es la que proporciona agua potable a la población, en la orilla del río Veo en la partida municipal del Pla de Benarrai.
- Azud de Tales. Hermoso paraje entre el cauce del río Veo y la ermita del Racó de Sant Francesc, alberga una zona recrativa con merenderos.
- Les Àguiles.
- Penya Negra.
- Orgues de Benitandús.

## Historia
En el término municipal de Tales, se hallaron vestigios de la Época Ibérica, en su segunda mitad, pero a pesar de haberse encontrado en su zona lateral del pueblo, restos de cerámicas a mano, no se ha podido averiguar la existencia de ocupación humana.
Los orígenes de la población se corresponden con una antigua alquería musulmana que, tras ser conquistada, sería donada al noble Ximén de Foces, el noble Ximén hizo venir algunas familias de Teruel, cuyos apellidos Badenes y Marco, son de procedencia aragonesa y se arraigaron en dicha población siguiendo a través de nuestros tiempos. Una vez que se constituyó el Reino de Valencia en el año 1242, el noble aragonés Ximén de Foces, se marchó de la población de Tales al servicio personal del rey Jaime I, quien cedió la propiedad de Tales a favor de Guillém de Rocafort, noble de Urgel. La población estaba dividida en dos comunidades, una era la musulmana y la otra la cristiana, teniendo cada una su correspondiente Alcalde y Cadi (Juez). Se sabe que fue dada a repoblar por primera vez en 1248, aunque más tarde se entregaría para su nueva repoblación a Pere de Castellnou, a quien tradicionalmente se le atribuye la fundación de la actual Tales.
Tras la expulsión de los moriscos, quedó prácticamente deshabitada y fue repoblada con cristianos viejos por iniciativa del real comisario de la Orden de Montesa, Germano Garcerán. Perteneció al municipio de Onda hasta su segregación en el año 1842.
Fue escenario de importantes acciones de armas durante las guerras carlistas. Entre ellas, la más importante fue la acaecida en el año 1839, comenzó el 1 de agosto y finalizó el 14 del mismo mes, intervinieron 18.000 hombres, en que las tropas del general Cabrera (tropas Carlistas), atrincheradas en el castillo, fueron derrotadas y desalojadas por las fuerzas del general O'Donnell (tropas liberales). A raíz de esos combates, el castillo y la población de Tales quedaron arrasadas. Como recuerdo de la batalla aparece una figura alusiva en el escudo de Tales (consiste en un hombre armado con una piqueta que descarga golpes sobre los muros de su arruinado castillo en señal de destrucción).

## Demografía
Tales cuenta con una población de 834 habitantes (INE 2024).
| Gráfica de evolución demográfica de Tales entre 1842 y 2021                                                         |
| |
| Población de derecho según los censos de población del INE Población de hecho según los censos de población del INE |

En el año 1887, Tales alcanzó su nivel máximo de población con 1234 habitantes, posteriormente inicia un lento y progresivo descenso demográfico que llega a estabilizarse en la década de los años 2000, en los últimos tiempos está aumentando la población de forma paulatina acercándose los 900 habitantes. Como la mayoría de los pueblos de la sierra de Espadán, Tales multiplica su población con la llegada de veraneantes que poseen o alquilan casa en el pueblo, principalmente de la Valencia, Cataluña y el área metropolitana de la provincia.
Del total de 890 personas censadas en 2011, 45 son de nacionalidad extranjera. Esto equivale a un 5,06 %, claramente inferior a la media nacional de inmigrantes que se sitúa en el 12,2 %. Los inmigrantes proceden de todos los continentes, siendo los pertenecientes a la Unión Europea (35) la colonia más numerosa, seguidos de los africanos (6), los americanos y los asiáticos (1). La nacionalidad más representativa es la rumana (33 habitantes), seguida ya en menor medida por otras como la argelina, la colombiana, la marroquí, la portuguesa y la dominicana.

### Núcleos de población y partidas municipales

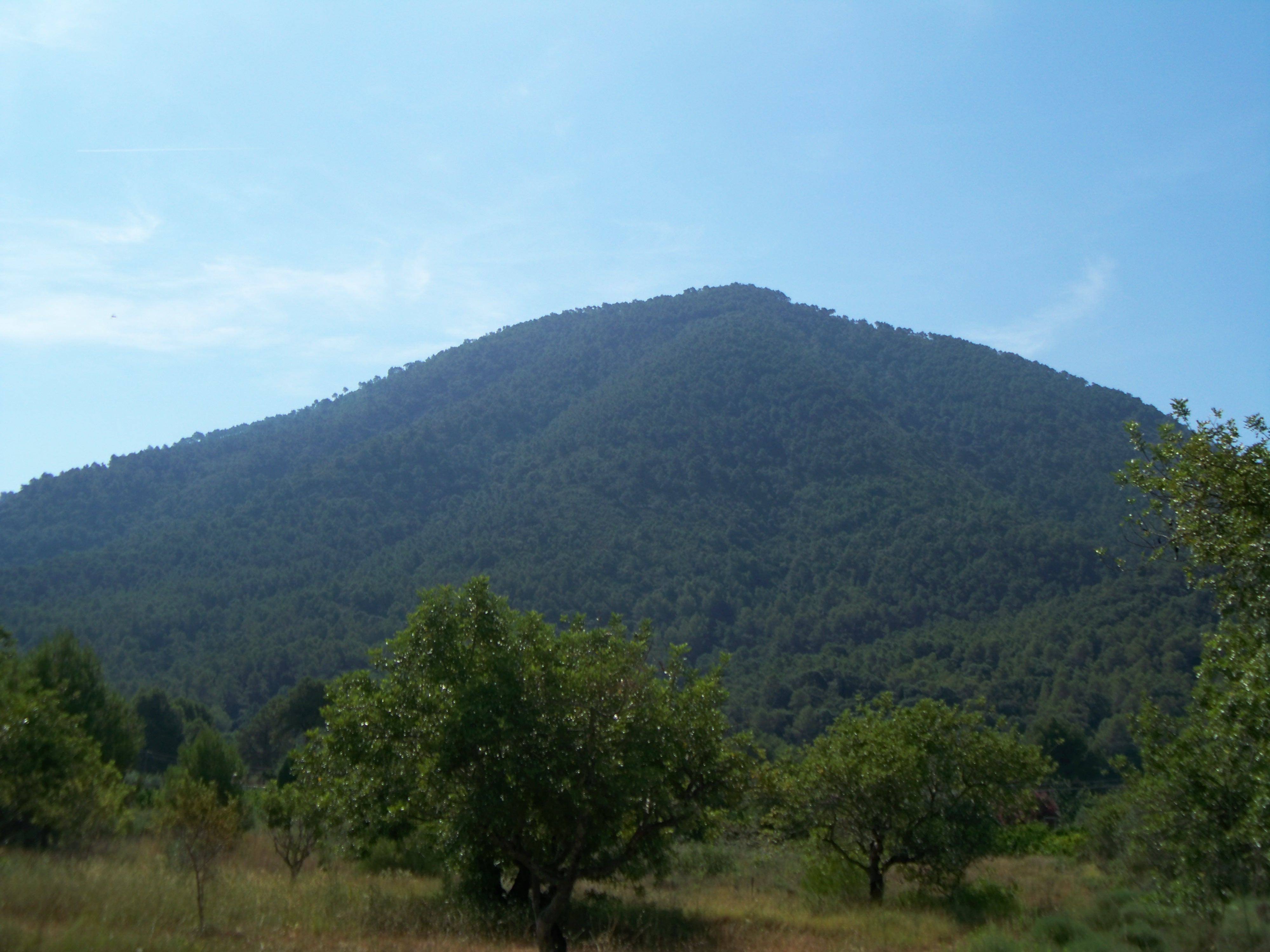
El Montí des de la partida de Carbonària

| - Carbonària. - el Corral de Motxenta. - els Corrals de la Frontera. - el Canyar. - el Carro. - el Castell. - el Clot. - el Corralet - el Cós. - el Cuquello. - el d'Isidor. |  | - el Fusero. - el Menyo. - el Palomo. - el Pantà. - el Pinet. - el Pla de Benarrai. - el Regatell. - el Rodeno. - el Tossal. - els Bancalons. - Entre-rius. |  | - l'Algepsar. - l'Espí - l'Horteta - la Cavallera - la Costera de Simó - la Falda - la Frontera - la Gaiata - la Masía - la Motxenta - la Pedrera |  | - la Pobila - la Priora - la Séquia Nova - la Torre - les Clotxes - les Coves - el Montí - la Penya Negra - el Tossal de la Font - Xautena - Xiclà |

Ver referencia.

## Economía
La agricultura de secano, algarrobos, almendros y olivos, fue hasta mediados del siglo XX el tradicional sustento económico del pueblo. A partir los años cincuenta con la llegada de nuevas infraestructuras hídricas, la agricultura de secano fue substituyéndose progresivamente por la de regadío, principalmente los cítricos.
Con el paso de los años el sector ha ido perdiendo importancia económica, siendo hoy en día una actividad casi residual ya que la población se desplaza mayoritariamente a trabajar en la industria azulejera de las localidades cercanas de Onda, Ribesalbes, Alcora y Villareal.
|          |
| Naranjo. |

|            |
| Algarrobo. |

|           |
| Almendro. |

|        |
| Olivo. |

## Administración y política

### Resultados electorales
| Partido político                                       | 2019  | 2019  | 2019       | 2015  | 2015  | 2015       | 2011  | 2011  | 2011       | 2007  | 2007  | 2007       | 2003  | 2003  | 2003       |
| Partido político                                       | Votos | %     | Concejales | Votos | %     | Concejales | Votos | %     | Concejales | Votos | %     | Concejales | Votos | %     | Concejales |
| Partit Socialista del País Valencià - PSOE (PSPV-PSOE) | 390   | 78,63 | 6          | 240   | 43,01 | 3          | 265   | 43,59 | 3          | 286   | 51,44 | 4          | 341   | 62,68 | 5          |
| Ciudadanos – Partido de la Ciudadanía (Ciudadanos)     | -     | -     | -          | 126   | 22,56 | 2          | -     | -     | -          | -     | -     | -          | -     | -     | -          |
| Partido Popular de la Comunitat Valenciana (PPCV)      | 103   | 20,77 | 1          | 125   | 22,4  | 2          | 343   | 56,41 | 4          | 270   | 48,56 | 3          | 203   | 37,32 | 2          |
| Units per Tales (UT)                                   | -     | -     | -          | 54    | 9,5   | 0          | -     | -     | -          | -     | -     | -          | -     | -     | -          |

| Periodo   | Nombre                                                             | Partido   |
| --------- | ------------------------------------------------------------------ | --------- |
| 1979-1983 | Enrique Balaguer Martí (1979-1980) Joaquín Ramos Martí (1980-1983) | PSPV-PSOE |
| 1983-1987 | Mª. Asunción Badenes Moliner                                       | AP        |
| 1987-1991 | Ricardo Montoliu Balaguer                                          | PSPV-PSOE |
| 1991-1995 | Ricardo Montoliu Balaguer                                          | PSPV-PSOE |
| 1995-1999 | Ricardo Montoliu Balaguer                                          | PSPV-PSOE |
| 1999-2003 | Demetrio Muñoz Huerta                                              | PSPV-PSOE |
| 2003-2007 | Demetrio Muñoz Huerta                                              | PSPV-PSOE |
| 2007-2011 | Alfredo José Balaguer Torres                                       | PSPV-PSOE |
| 2011-2015 | Ambrosio Ramírez Gómez                                             | PPCV      |
| 2015-2019 | Vicente Juan Prades Ramos                                          | PSPV-PSOE |
| 2019-2023 | Vicente Juan Prades Ramos                                          | PSPV-PSOE |
| 2023-act. | Vicente Juan Prades Ramos                                          | PSPV-PSOE |

### Entidades públicas administrativas
- Ayuntamiento de Tales.
- Mancomunidad Espadà-Millars.

## Servicios
- Centro de salud
- Biblioteca municipal
- Salón multifuncional
- Local de asociaciones
- Ludoteca
- Colegio público
- Conservatorio de música
- Escuela de dulzaina y tabal
- Piscina municipal
- Campo de fútbol
- Frontón
- Pista polideportiva
- Parque infantil

## Patrimonio

### Religioso

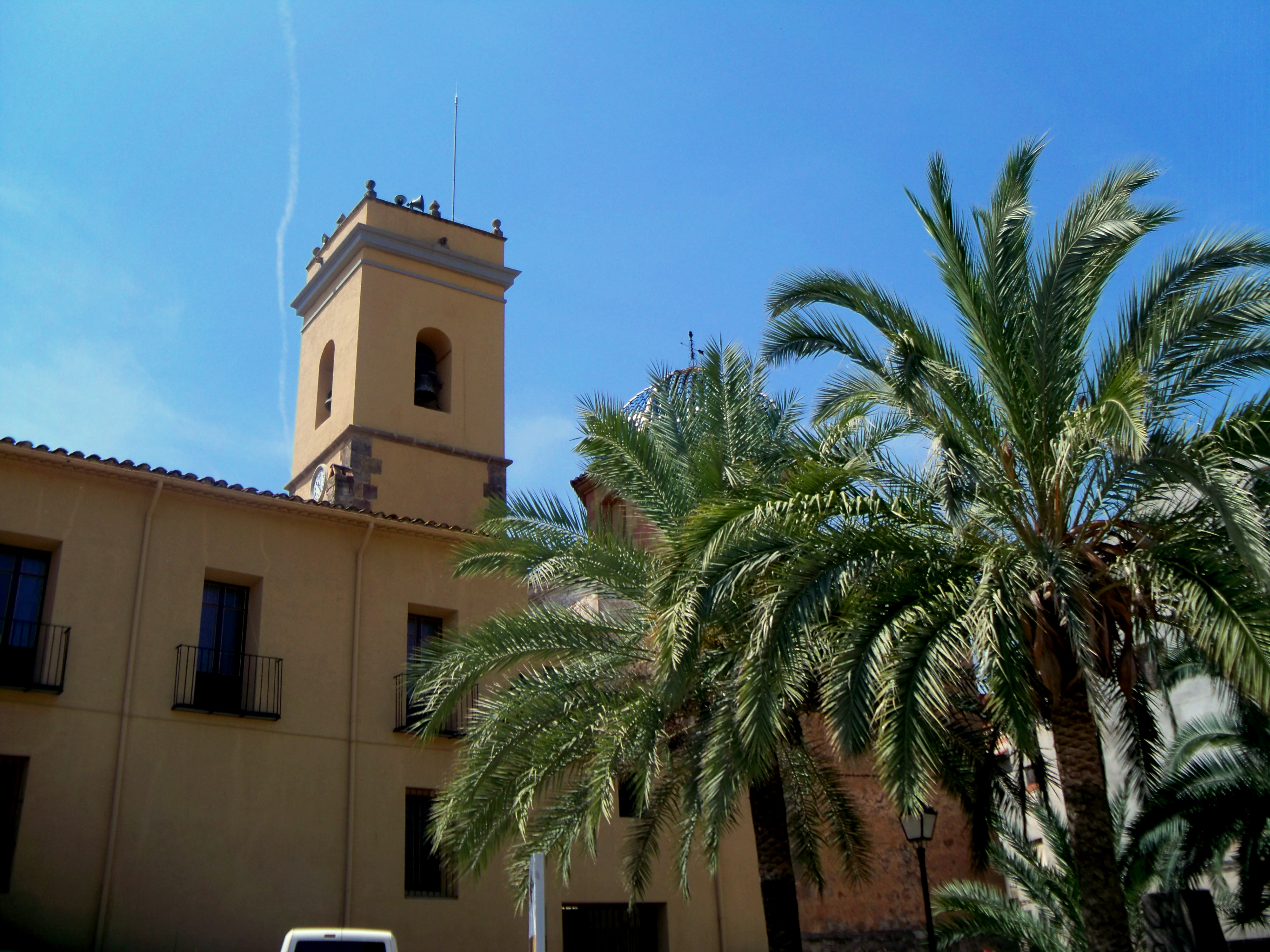
Plaza de los Dulzaineros con la iglesia al fondo

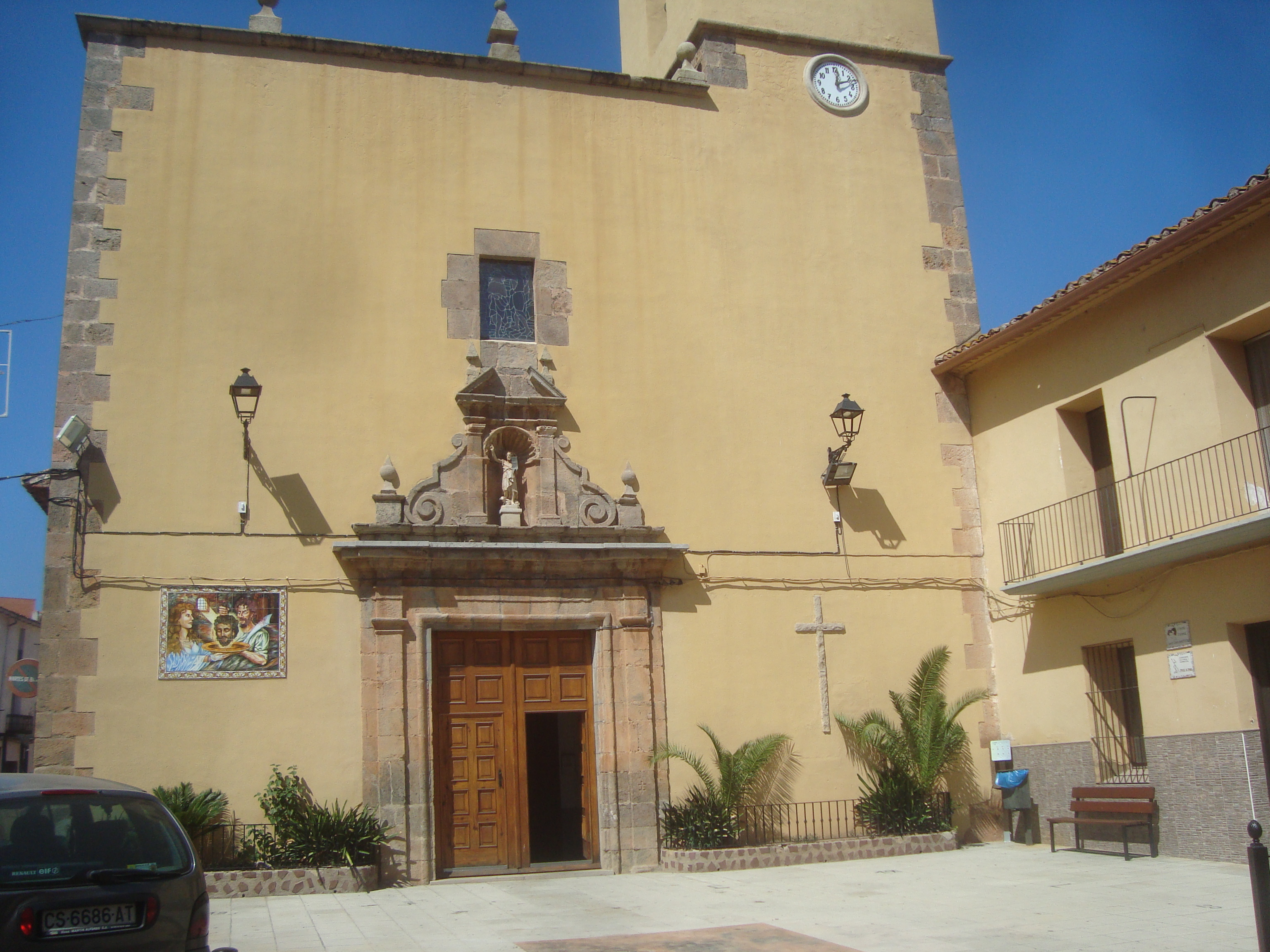
Iglesia parroquial de San Juan Bautista

- Iglesia parroquial de San Juan BautistaIglesia de San Juan Bautista. Protegida bajo la declaración de bien de relevancia local, está dedicada al patrón mayor de la población San Juan Bautista. Fue construida durante el siglo XVII, aunque de esa época solo se conserva la fachada y la capilla de la Virgen del Carmen, el resto es del siglo XIX. Tales contaba desde hace mucho tiempo atrás con una iglesia de la que se conservan aún hoy restos, no obstante el hecho de que se encontrara en la parte alta del pueblo dificultaba el acceso a los fieles, lo que motivó la construcción del templo actual.
- Convento de las Hermanas Carmelitas de la Divina Providencia.
- Racó de Sant Francesc. Se trata de un ermitorio y santuario franciscano situado en un enclave de gran valor paisajístico.
- Calvario. Es una representación de la crucifixión de Jesucristo mediante retablos cerámicos que simbolizan las XIV estaciones del viacrucis, aunque en la actualidad no se conservan todas. Está situado en una ladera en la parte alta del pueblo y cuenta con enormes ejemplares de ciprés.[27]

- Capillas y retablos cerámicos. Tienen motivos religiosos, algunos de ellos datan del siglo XIX y son de gran valor histórico-artístico.[28][29]

### Civil

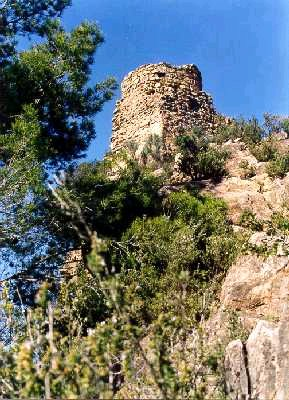
Torre del Castillo de Tales.

- Castillo de Tales. Bajo la protección de la declaración de bien de interés cultural, los restos del castillo se ubican en un cerro escarpado coronando el casco urbano al borde de un acantilado. Data del siglo XII y es de origen árabe, en consonancia con el resto de castillos de la sierra de Espadán. En su edificación, los arqueólogos han diferenciado claramente tres fases: una primera constituye el núcleo original de la construcción, posiblemente de época musulmana, la técnica constructiva empleada es la mampostería con revoco exterior de mortero de cal en la totalidad del lienzo amurallado; la segunda, también medieval y con la misma técnica constructiva está compuesta de dos torres cuadrangulares y una tercera prácticamente exenta, esta etapa incluye reformas en distintas zonas, como la apertura de ventanas; por último, la tercera fase constructiva corresponde al siglo XIX, durante las guerras carlistas se levantaron tres torres semicirculares, las paredes de unas habitaciones y un aljibe de tamaño medio sobre los restos de la etapa anterior, estas modificaciones se adaptaron la estructura del edificio para ser defendido por el uso de fusiles y artillería.[30]
- Torre de Cabrera y Torre de la Muerte.[30]
- Monumento a los dulzaineros. Monolito de piedra situado en la plaza de los Dulzaineros y construido el año 1976 en memoria y homenaje a los dulzaineros de Tales.
- El Portalet. Se trata de un ejemplo de arquitectura civil de origen árabe, está compuesto de dos arcos de medio punto que permiten el paso de una calle a otra por debajo de dos viviendas. Se cree que representa el trazado de la antigua alquería musulmana que hoy es Tales, siendo una de las posibles entradas de una antigua muralla.[31]

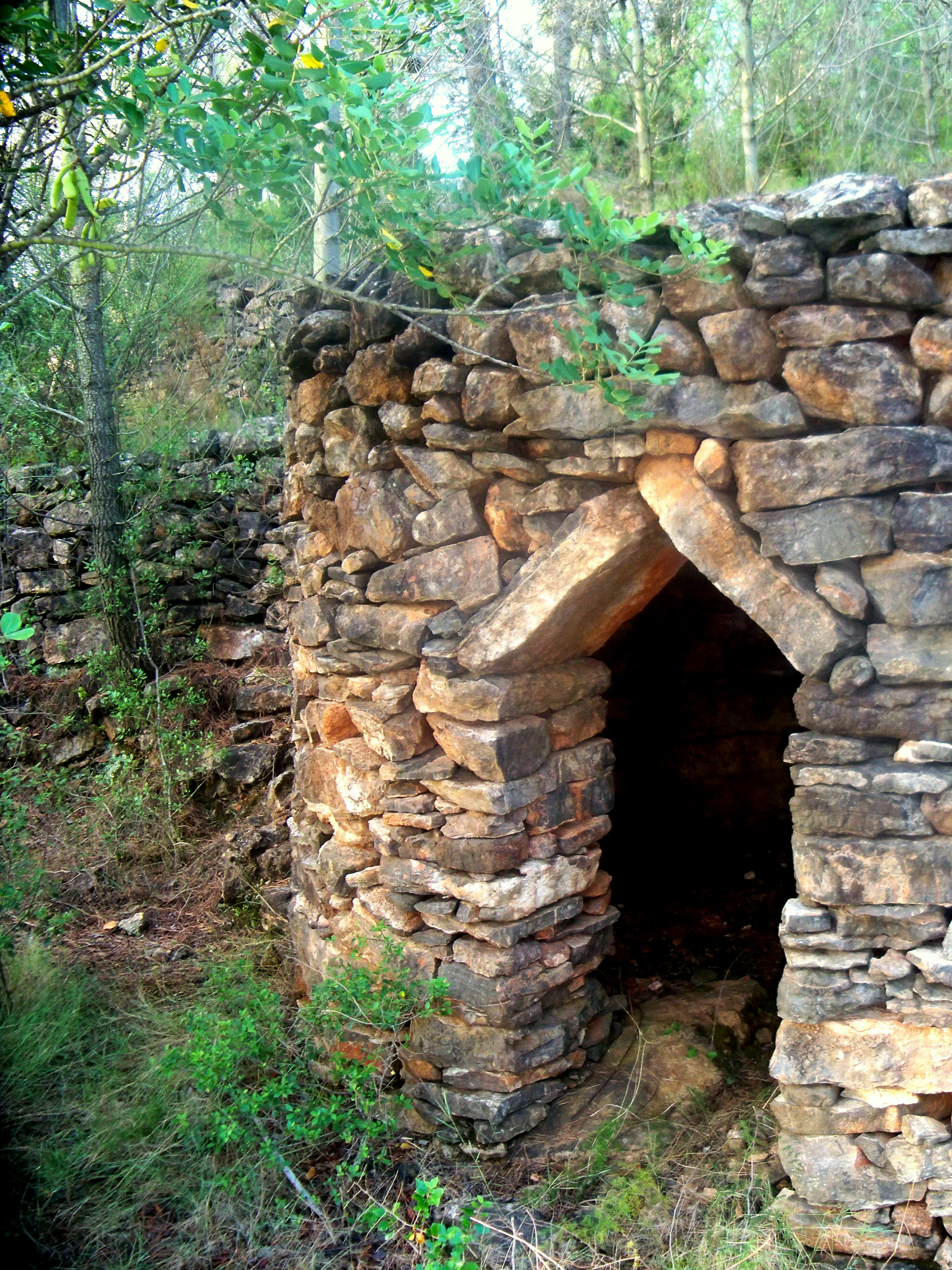
Refugio de piedra en seco, en la partida municipal de Entre-rius.

- El Llavador. Es un lavadero que data del siglo XIX, su estructura de piedra en forma de tres arcos de herradura apuntados sostienen el tejado bajo el cual pasa la acequia que recoge las aguas del río Veo, mediante una azud aguas arriba. Se encuentra en el margen fluvial donde confluyen el barranco de Castro y el río Veo. Ha sido restaurado recientemente y se encuentra en muy buen estado de conservación.[32]
- Horno de Cal. También denominado calera, se trata de una estructura circular de piedra en seco donde antiguamente se obtenía cal para encalar las viviendas mediante el proceso de combustión de roca caliza a altas temperaturas.[33]

- Horno Moruno. Se trata de una construcción de piedra calcárea representativa de la antigua artesanía y los oficios del Espadán. Este horno, enclavado dentro del muro de un ribazo de piedra en seco se encuentra en perfecto estado de conservación, antiguamente se servía para la cocción y elaboración de tejas, bardos y azulejos.[34]

- Refugios de piedra en seco.
- Acequias y molinos de origen árabe.
- Abrevaderos.

### Museo Etnológico Municipal

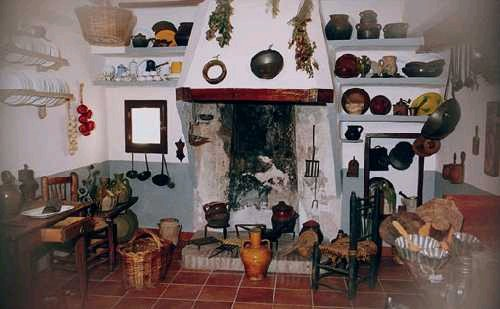
Cocina.

El Museo Etnológico de Tales, declarado colección museográfica permanente por la Conselleria de Cultura, se encuentra en el casco antiguo de municipio, en uno de los edificios más antiguos del pueblo y forma parte de uno de los trece molinos que tenía el municipio en la antigüedad. El museo cuenta con tres plantas que mantienen su distribución original, su estructura es totalmente de piedra y su tejado fue reconstruido intentando reproducir con fidelidad a la arquitectura original de caña y teja. También se restauraron las escaleras respetando su forma original. 
En la planta baja podemos visitar una almazara con dos prensas, la más pequeña es originaria del molino y se usaba con carácter particular para obtener de cada cosecha aceite para la familia propietaria; La otra más grande se adquirió de segunda mano cuando el molino pasó a formar parte de una sociedad integrada por 24 socios. En las plantas superiores existe una representación de lo que sería una vivienda del siglo XIX, así como también indumentaria tradicional, utensilios y herramientas de labranza. Todos los objetos forman parte de donaciones que en su día hicieron los vecinos de Tales.

## Patrimonio cultural

### Tales, pueblo de dulzaineros

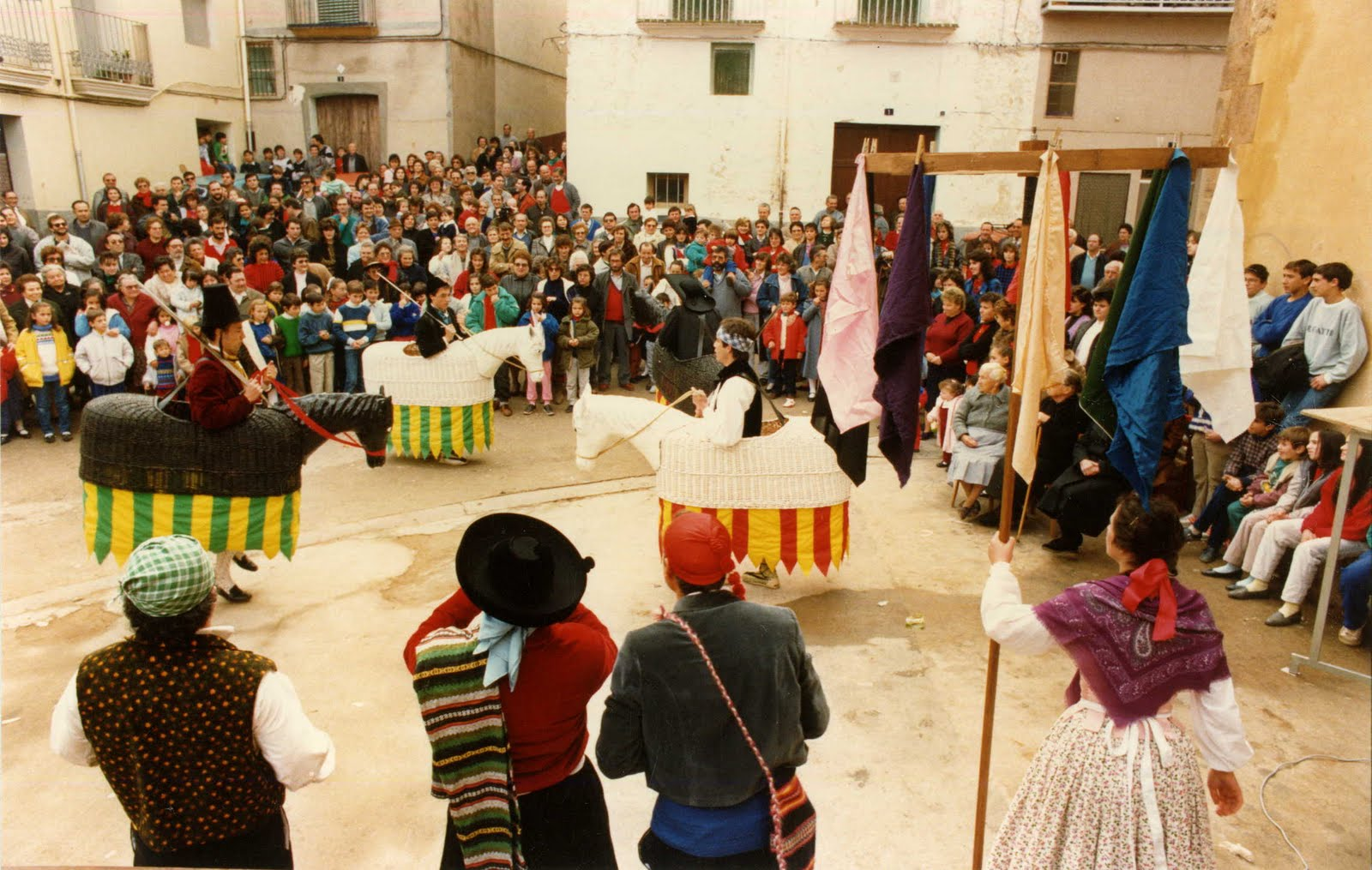
Representación de la obra de Xarxa Teatre El Dolçainer de Tales en Tales el 1987

Tales ha sido desde hace siglos cuna y referente del mundo de la dulzaina y el tabal, la tradición musical del pueblo es conocida a lo largo y ancho de la Comunidad Valenciana, y en especial la figura del Dolçainer de Tales. Ésta tiene su origen en una figura real que siglos atrás llevó las melodías de la dulzaina y el tabal a todos los rincones de la geografía valenciana, española y del extranjero, y ante personajes tan ilustres como los reyes.
El Dolçainer de Tales representa hoy en día la esencia de una parte de la música tradicional valenciana que continúa hoy enseñándose a adultos y niños a través de l'Escola de Dolçainers i Tabaleters de Tales. Entre las composiciones musicales de los dulzaineros de Tales encontramos géneros musicales muy variados como pasacalles, vals, marchas de procesión, polcas, habaneras, maruscas y dianas entre otras. Muchas de ellas son autóctonas de Tales, en concreto del maestro dulzainero Fran Badenes, otras tienen su origen en tierras valencianas, catalanas y aragonesas.
Han sido numerosas las citas alusivas a este mito, la obra recopilativa más destacada es el libro llamado El Dolçainer de Tales de Diego Ramia Arasa y Vicent P. Serra Fortuño, editado y publicado en 1986. Junto con el libro también se lanzó un LP con todas las melodías musicales del espectáculo teatral de Xarxa Teatre de nombre homónimo y que ha sido relanzada con motivo de su 25.º aniversario.

## Festividades

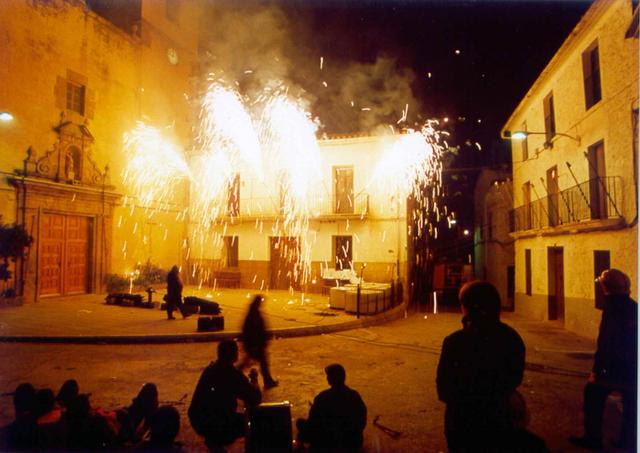
Pirotecnia durante las Fiestas de la Iglesia

- San Antonio. La Matxà de Sant Antoni en valenciano, es una festividad que tiene lugar un sábado entorno el 17 de enero y en la que se venera a San Antonio Abad patrón de los animales. El origen de la fiesta se remonta a siglos atrás cuando estaba encaminada a pedir protección y fertilidad a los animales útiles para el trabajo en el campo. Consiste en encender una hoguera en la plaza de la Iglesia dónde después de la procesión se bendicen los animales y se reparte el típico rotllo, que es un tipo de pan que se hornea exclusivamente con motivo de la celebración. Los clavarios del pueblo son los encargados de organizar y costear los gastos de la fiesta, después de repartir los rotllos es tradición que inviten a las gentes del pueblo más allegadas a buñuelos, moscatel y orelletes.
- Santa Águeda.
- Semana Santa y Pascua. Se celebran procesiones y es tradición menjar-se la mona, és decir salir a merendar la típica mona de Pascua.
- El Corpus. Los niños y las niñas que toman la primera comunión hacen la procesión por las calles del pueblo parándose en cada una de las tradicionales mesas ardonadas con hermosas alfombras de hojas, pétalos y flores.
- Noche de San Juan. La Nit de Sant Joan en valenciano, se celebra en torno el 24 de junio, el pueblo organiza una cena de hermandad acompañada de una actuación musical.

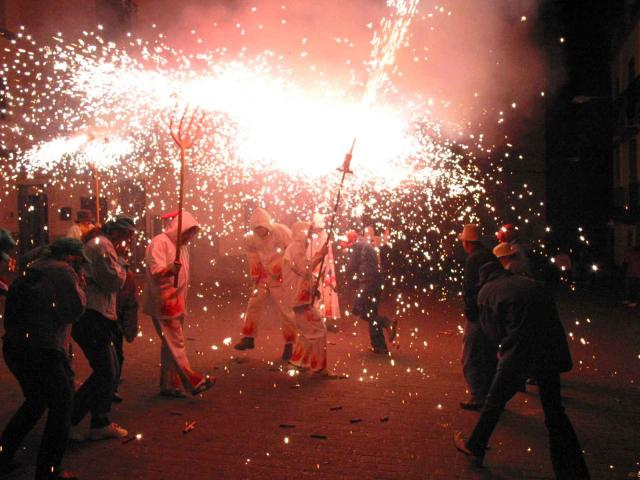
Correfocs en la Plaza Mayor durante las Fiestas de la Juventud

- Festes de la Joventut. También denominadas Fiestas de Agosto, se celebran el penúltimo viernes de este mes en conmemoración a la degollación de San Juan Bautista, patrón mayor del pueblo, que el cristianismo celebra el 29 de agosto. Durante algo más de una semana los tradicionales bous al carrer, bous embolats, las verbenas, los pasacalles, y muchos actos más acontecen en el pueblo. Su nombre se debe a que eran los jóvenes los encargados en la antigüedad de organizar las fiestas.
- Fiestas de la Iglesia. También denominadas fiestas patronales, tienen lugar a lo largo de diez días a partir del primer fin de semana después de Todos los Santos. Conmemoran el traslado de la iglesia vieja a la nueva y se celebran en honor a San Juan Bautista, San Roque, Santa Bárbara y el Santísimo Sacramento. Son consideradas las fiestas mayores de la población, las procesiones y los solemnes actos religiosos se compaginan con la celebración de bous al carrer, bous embolats, orquestas, actos culturales y otros festejos. Estas celebracionen cierran la temporada taurina en la Comunidad Valenciana.
- Festa dels Dolçainers. L'Escola de Dolçainers i Tabaleters de Tales celebra su fiesta en torno el 9 de octubre, día de la Comunidad Valenciana.
- Santa Cecilia. Es festejada por los músicos de la Unió Musical Talense un fin de semana en torno el 22 de noviembre, día de su festividad. Los músicos de la banda organizan cenas, conciertos, juegos populares y otros actos culturales para homenajear a su patrona.
- Fira i Mercat Tradicional de Tales. Esta feria tiene lugar a principios del mes de diciembre, en él se ofrecen mulitud de productos navideños, gastronómicos, así como artesanía local.

## Gastronomía

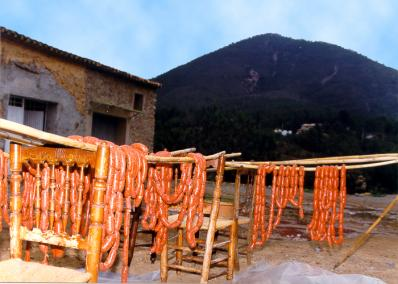
Embutido

Entre los platos típicos de la población podemos encontrar todo tipo de arroces: arroz caldoso, arroz al horno, paella de montaña, etc.; carne a la brasa, embutido, tombet de bou, carnes de caza: perdices, conejo, tordos, pajaritos, etc.; ollas: olla de la Plana, puchero, olla de cardos, olla de col, etc.; dulces y saldos: cócs, pastizos de boniato, rosquilletas, coca "mal feta", buñuelos, mona de Pascua, brazo de gitano, etc.; y salsas como el ajoaceite.

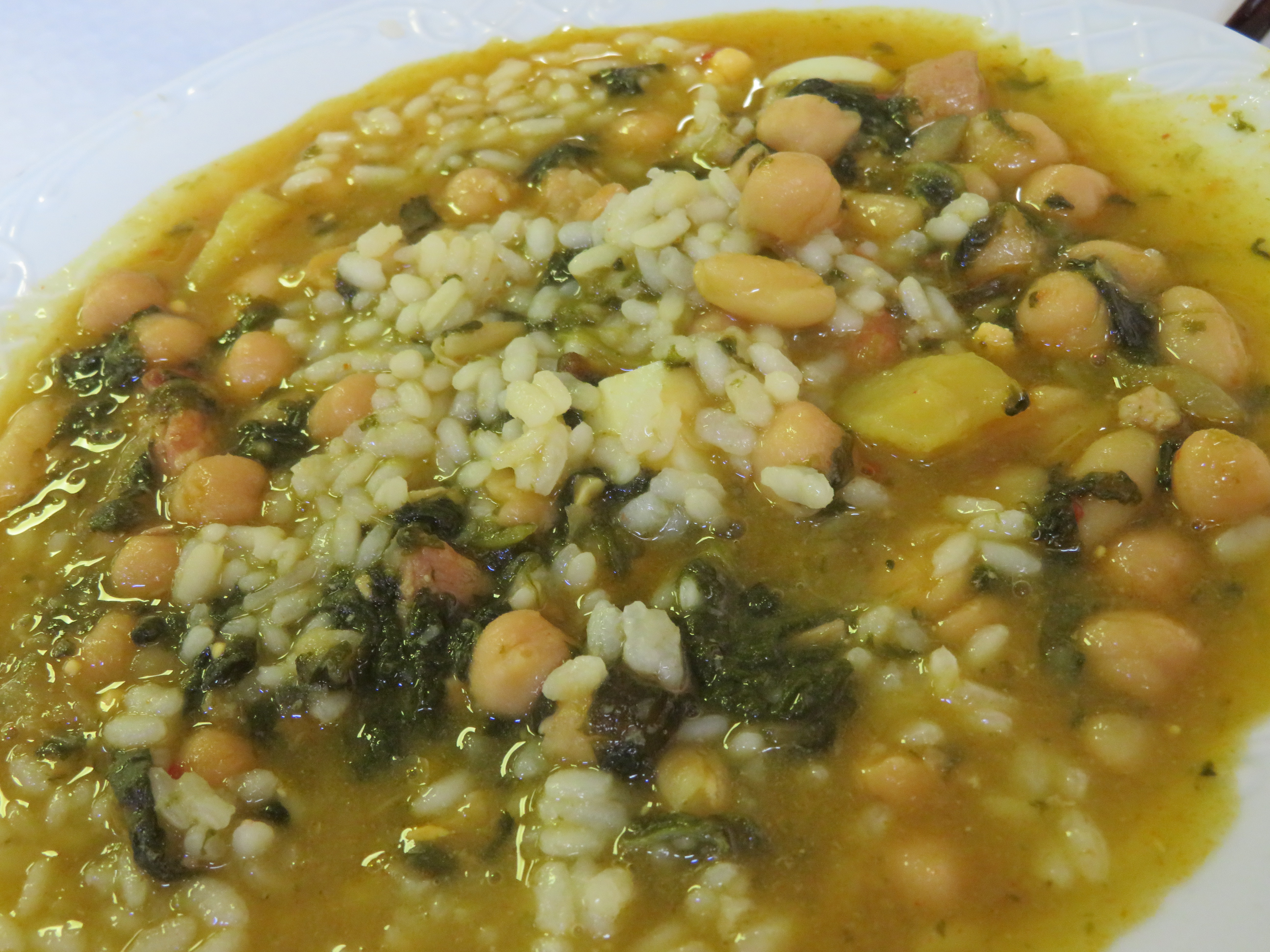
Arroz caldoso con legumbres.

Además el aceite de oliva de procedente de las localidades de la sierra de Espadán, entre las que se encuentra Tales, es de gran calidad y por muy apreciado en el mundo gastronómico, hallándose en trámites para la obtención de la distinción de calidad denominación de origen.

## Personajes célebres
- José Arrando Ballester, militar decimonónico liberal.